# Jochen Volz

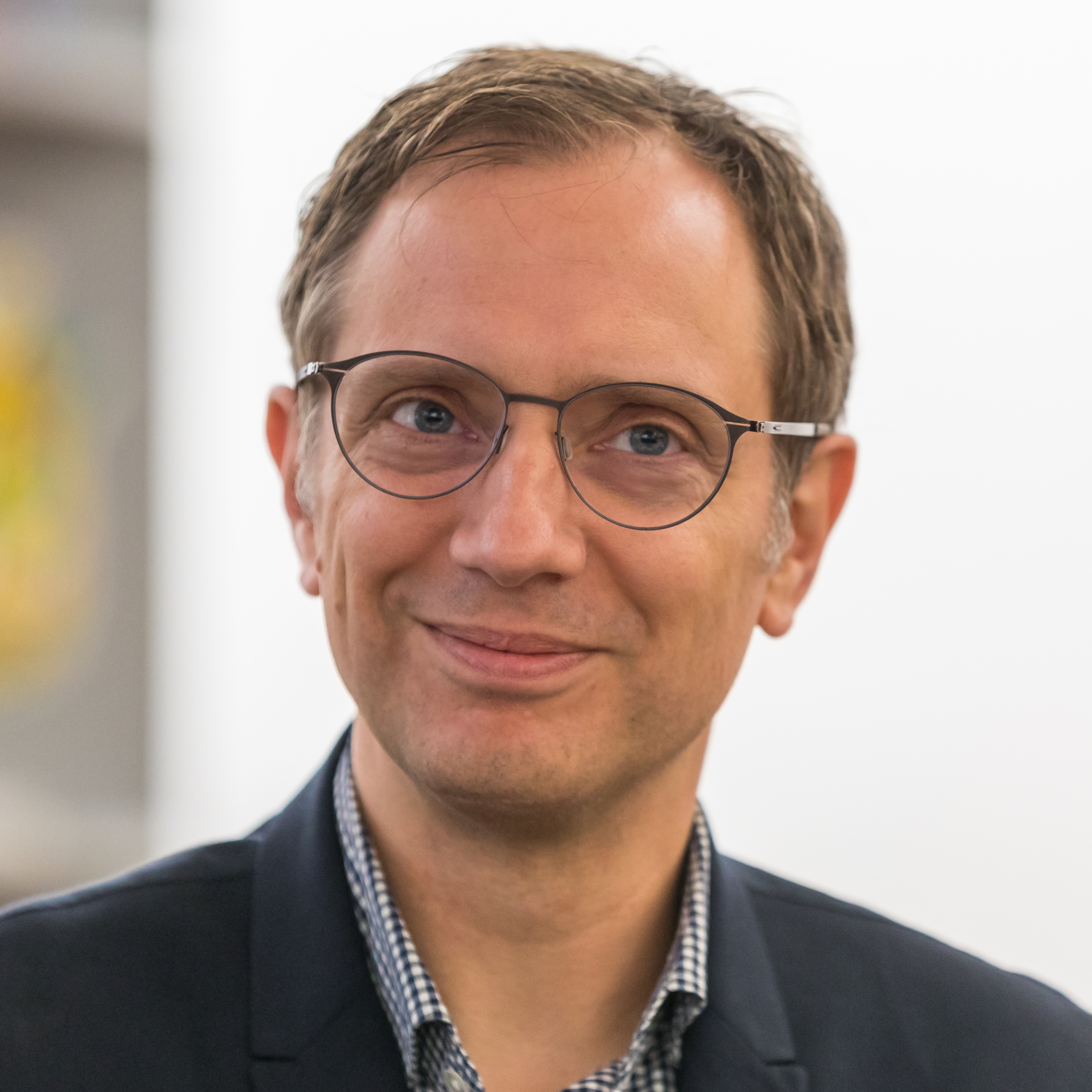
Jochen Volz, 2019

Jochen Volz (* 1971 in Braunschweig) ist ein deutscher Kunsthistoriker und Ausstellungskurator. Seit Mai 2017 ist er Direktor der Pinacoteca do Estado de São Paulo, Brasilien.

## Leben
Volz studierte von 1993 bis 1999 Kunstgeschichte, Kommunikationswissenschaften und Pädagogik an der Ludwig-Maximilians-Universität in München und an der Humboldt-Universität Berlin. Von Januar 1997 bis Februar 2001 war er Assistent in der Galerie neugerriemschneider in Berlin, wo er u. a. Ausstellungen von Franz Ackermann, Olafur Eliasson, Isa Genzken, Tobias Rehberger, Wolfgang Tillmans und Rirkrit Tiravanija betreute.
Von 2001 bis 2004 wurde Volz unter der Direktion von Daniel Birnbaum zum Kurator an der Ausstellungshalle Portikus in Frankfurt am Main berufen. Er zeigte Ausstellungen u. a. von Peter Cook, Michael Elmgreen & Ingar Dragset, Rirkrit Tiravanija, Gilbert & George, Simon Starling und Janet Cardiff. Von 2005 bis 2012 war er Kurator und künstlerischer Direktor des Instituto Inhothim in Brumadinho, Minas Gerais, Brasilien. In dieser bedeutenden Privatsammlung für internationale zeitgenössische Kunst in Brasilien betreute er die Präsentation wichtiger Arbeiten u. a. von Adriana Varejão, Dominique Gonzalez-Foerster, Doris Salcedo, Doug Aitken, Matthew Barney, Hélio Oiticica, Lygia Pape und Tunga.
2006 kuratierte Jochen Volz auf der 27. Biennale von São Paulo als Gast-Kurator eine spezielle „Homage“ an Marcel Broodthaers mit mehreren Künstlern, darunter der „Blind Room“, eine Mixed-Media-Installation von Haegue Yang. 2007 stellte Volz auf der 9. Biennale für zeitgenössische Kunst in Lyon die brasilianische Künstlerin Cinthia Marcelle vor.
2009 war Volz, neben Daniel Birnbaum, Ko-Kurator der 53. Biennale von Venedig mit dem Titel „Fare Mondi – Making Worlds“. Daneben hatte Jochen Volz 2009 an der Staatlichen Hochschule für Bildende Künste – Städelschule in Frankfurt am Main die Heinz und Gisela Friederichs Stiftungsprofessur für Kunst und Architektur inne.
2010 war Jochen Volz an der Aichi Triennale in Nagoya beteiligt. 2011 zeigte er „The Spiral and the Square“ in der Bonniers Konsthall, Stockholm (2011) sowie "Olafur Eliasson – Your Body of Work" als Teil des 17. Internationalen Festivals für Zeitgenössische Kunst, SESC_Videobrasil, São Paulo.
Von 2012 bis 2015 war Jochen Volz Head of Programmes an den Serpentine Galleries in London. Neben den zahlreichen Präsentationen der Galerie kuratierte Jochen Volz 2015 die Retrospektive „Terra Komunal“ mit Arbeiten von Marina Abramovic im SESC Pompéia, São Paulo.
2016 hat Jochen Volz die 32. Biennale von São Paulo mit dem Titel „Incerteza Viva / Live Uncertainty“ kuratiert; Ko-Kuratoren waren Júlia Rebouças, Gabi Ngcobo, Lars Bang Larsen und Sofía Olascoaga.
2017 kuratierte Jochen Volz den brasilianischen Pavillon auf der 57. Biennale von Venedig mit Arbeiten von Cinthia Marcelle. Der Pavillon erhielt die Auszeichnung „besondere Erwähnung nationaler Beitrag“.
Seit Mai 2017 ist Jochen Volz Direktor der Pinacoteca do Estado de São Paulo, Brasilien.
Jochen Volz saß im Beirat („Als documenta Kommission benennt der Beirat nicht lediglich die jeweilige Künstlerische Leitung (wie im Februar 2019 mit ruangrupa geschehen), sondern begleitet darüber hinaus auch den weiteren Projektprozess“) der documenta fifteen in Kassel.

## Schriften
- Peter Cook, Hidden city, Portikus Frankfurt, 2001
- Rivane Neuenschwander – Spell, Portikus Frankfurt, 2002, ISBN 3-928071-58-0.
- Spaced out – Michael Elmgreen, Ingar Dragset, Portikus Frankfurt, 2003, ISBN 3-928071-62-9.
- Turbulenz: Portikus Projekte 2001–2004, Portikus Frankfurt, 2004, ISBN 3-928071-71-8.